# Helmbohne
Die Helmbohne (Lablab purpureus), auch Indische Bohne oder Ägyptische Bohne, Hyazinth-Bohne, früher Faselbohne genannt, ist die einzige Pflanzenart der Gattung Lablab in der Unterfamilie Schmetterlingsblütler (Faboideae) innerhalb der Familie der Hülsenfrüchtler (Fabaceae oder Leguminosae). Diese Nutzpflanze ist nahe verwandt mit einer Reihe anderer, Bohnen genannter Feldfrüchte.

## Beschreibung

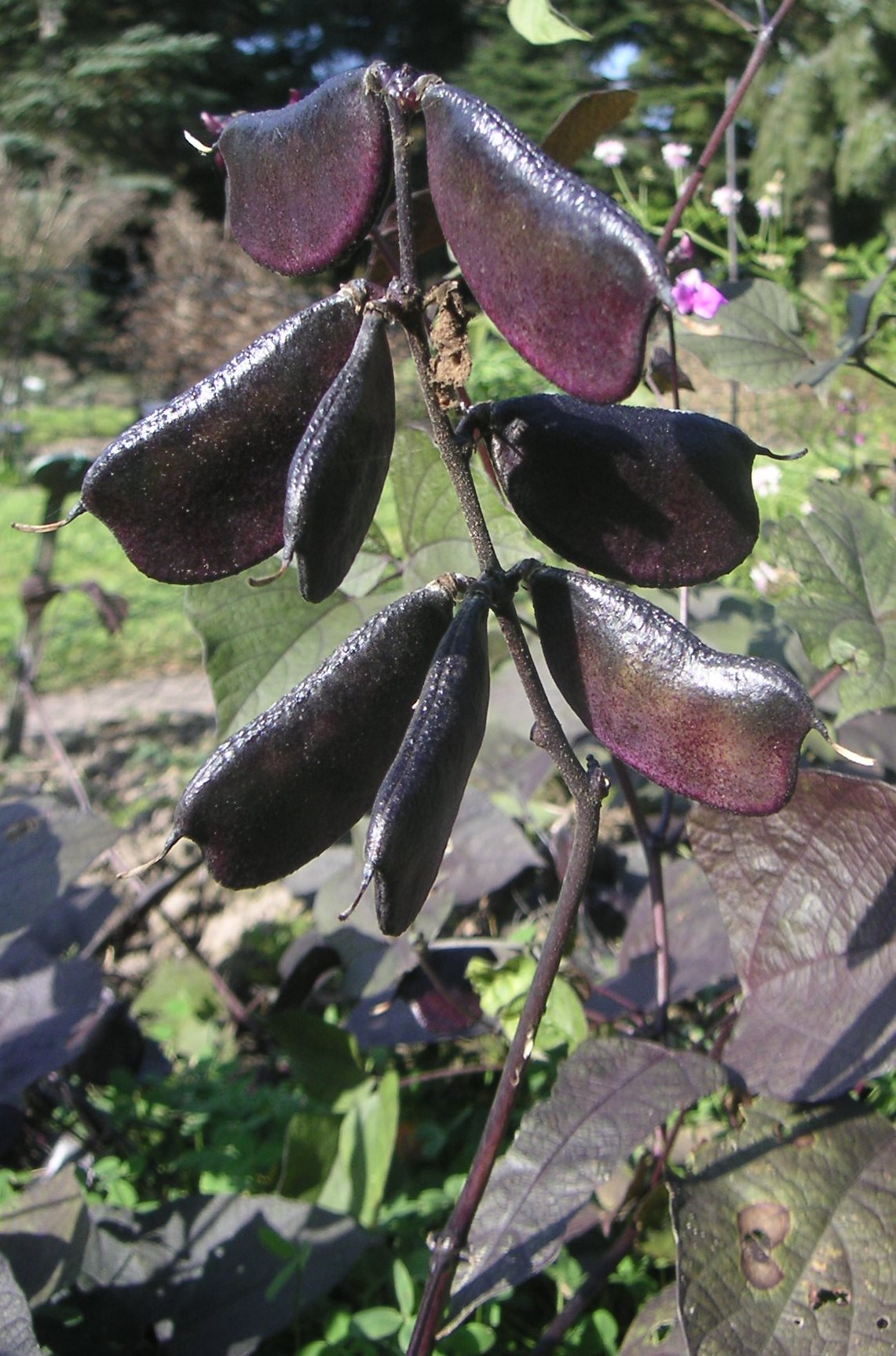
Hülsenfrüchte

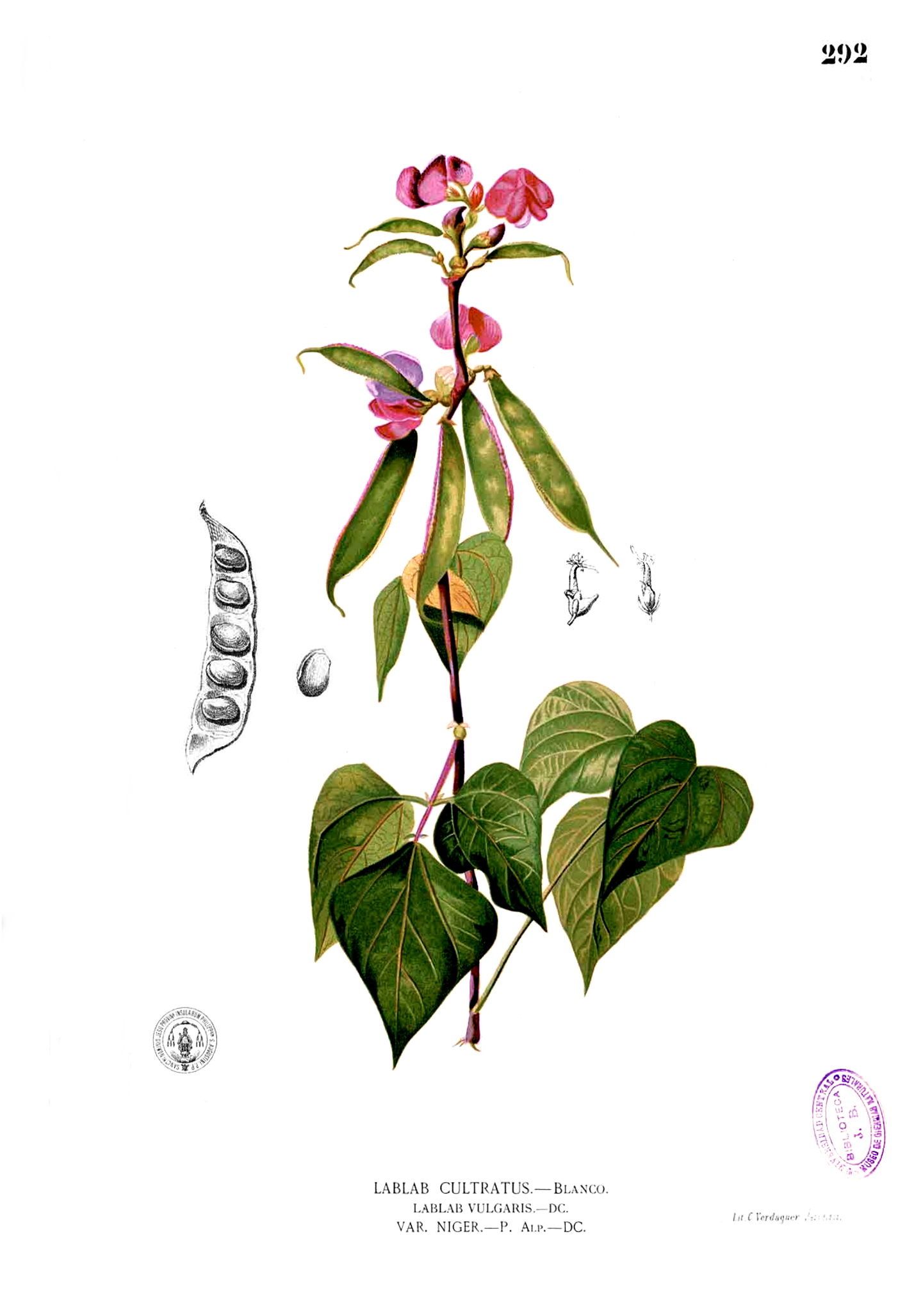
Illustration

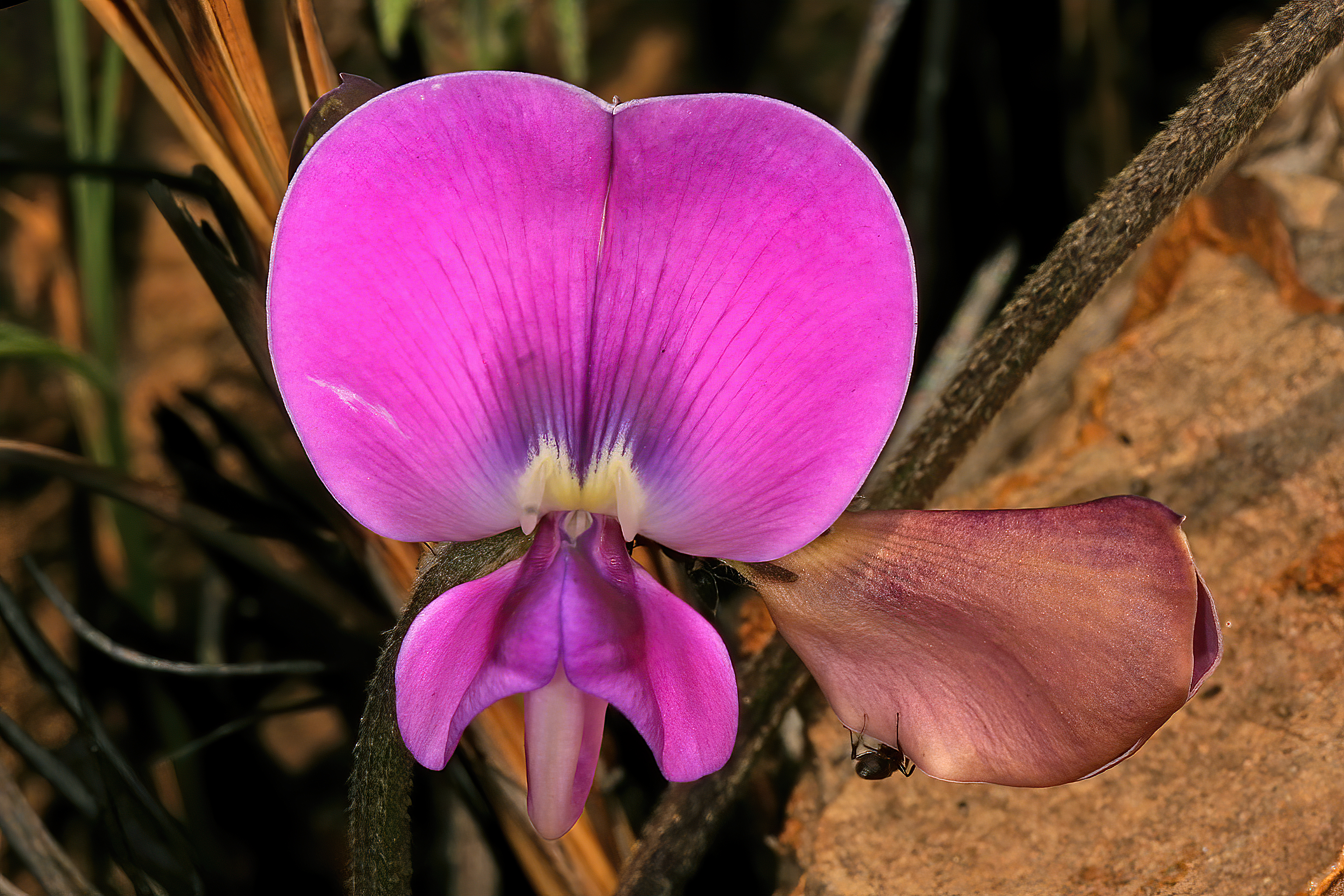
Blüte von Lablab purpureus subsp. uncinatus

### Vegetative Merkmale
Die Helmbohne ist eine stark wuchernde, halbaufrechte bis kletternde krautige Pflanze, die bis zu 10 Meter weit (in gemäßigtem Klima meist um 2 Meter) rankt. Sie ist ausdauernd, wird aber meist als einjährige Pflanze kultiviert, da sie wie die meisten Bohnen keinen Frost verträgt. Sie bildet eine starke, bis zu 2 Meter tiefe Pfahlwurzel. Die Stängel sind oft stark behaart.
Die wechselständig angeordneten Laubblätter sind in Blattstiel und -spreite gegliedert. Die Blattspreite ist dreiteilig unpaarig gefiedert. Die Nebenblätter sind zurückgebogen.

### Generative Merkmale
Die Blütezeit beginnt in Europa ab Juni. Auf einem achselständigen, bis 20 Zentimeter langen Blütenstandsschaft befinden sich traubige Blütenstände.
Die angenehm duftenden und zwittrigen Blüten sind zygomorph und fünfzählig mit doppelter Blütenhülle. Die Kelchblätter sind verwachsen. Der Kelch ist zweilippig; die obere Kelchlippe ist nicht geteilt, die untere ist dreilappig. Die rosafarbenen bis violetten oder weißen Kronblätter sind in der Form der Schmetterlingsblüten angeordnet. Das einzelne Fruchtblatt enthält einige Samenanlagen.
Die purpurroten Hülsenfrüchte der Ziersorten sind knapp 20 Zentimeter lang und enthalten viele Samen. Die Samen sind bei einer Länge von gut 1 Zentimetern sowie einem Durchmesser von etwa 0,5 Zentimeter n eiförmigen. Die gefleckten, marmorierten oder einfarbigen Samen sind weiß über rot-braun bis schwarz. Das Tausendkorngewicht liegt zwischen 140 und 600 Gramm. Die typischen in Indien angebauten buschigen frühen Sorten sind weißblühend und haben eher helle Samenfarben (weiß, beige, hell-braun).
Die Chromosomenzahl beträgt 2n = 22.

## Vorkommen und Anbau

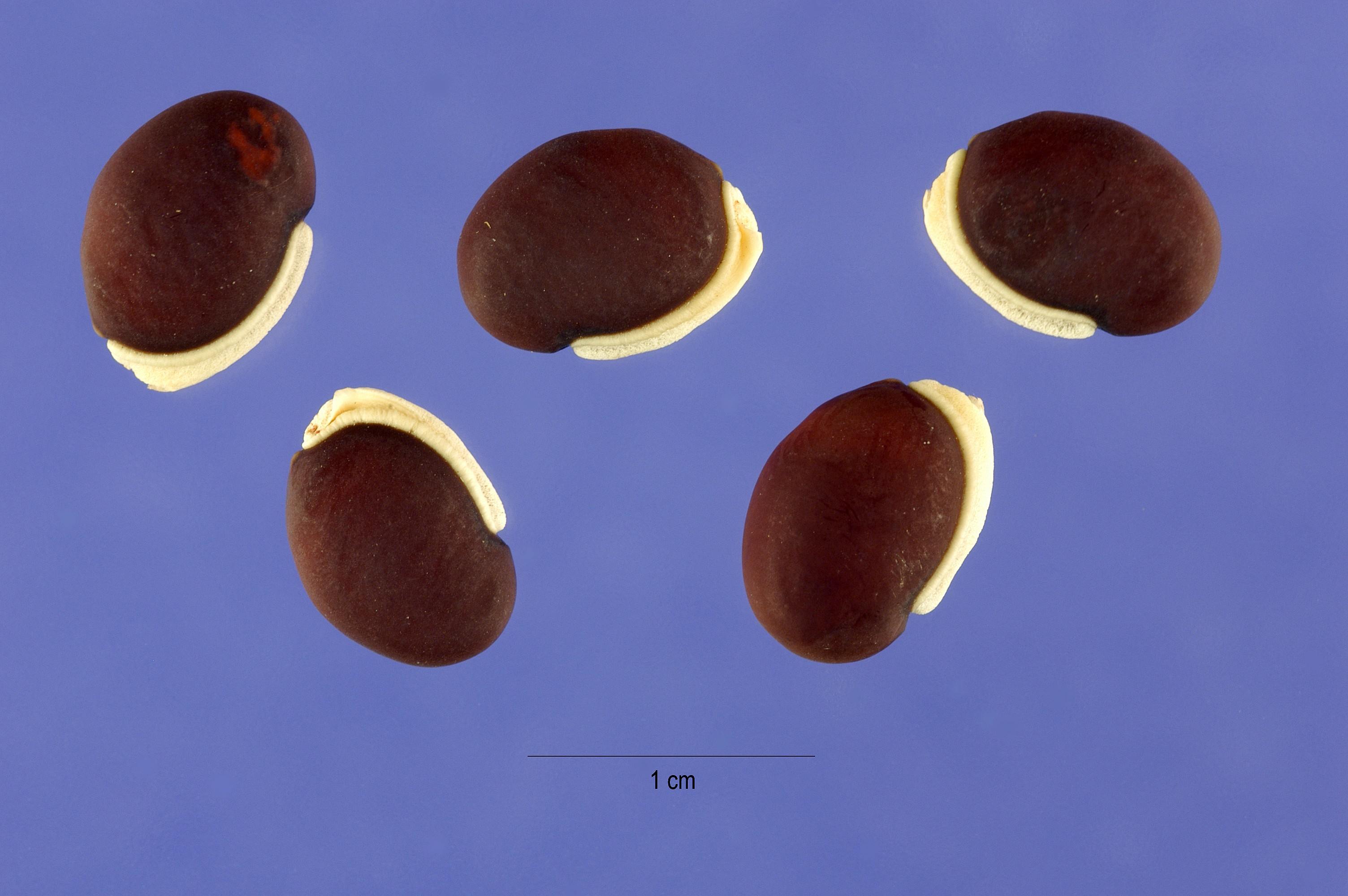
Samen

Die Helmbohne hat mit großer Wahrscheinlichkeit ihren Ursprung im (süd-)östlichen Afrika, weil nur dort Wildformen dieser Art vorkommen. In Indien ist andererseits die größte morphologische Vielfalt der Nutzpflanze zu beobachten.
Als tropische Pflanze benötigt sie hohe Temperaturen (> 20 °C), aber relativ wenig Wasser; insbesondere verträgt sie keine Staunässe.

## Nutzung
Samen und Hülsenfrüchte vieler Sorten sind im rohen Zustand giftig, da sie cyanogene Glykoside enthalten. Das Gift wird durch Kochen zerstört. Allerdings gibt es große Sortenunterschiede.
Die Verwendungsmöglichkeiten der Faselbohne sind vielfältig: Man kann die unreifen Hülsenfrüchte und Samen sowie die reifen Samen gekocht essen. Die Faselbohne wird auch als Bodendecker und Gründüngung zur Bodenverbesserung genutzt.
In Europa und Nordamerika wird sie wegen ihrer duftenden, violetten Blüten als Zierpflanze zum Beranken von Zäunen oder als Sichtschutz u. ä. genutzt. Laubblätter und Stängel werden in den Tropen als Viehfutter verwendet.
Sowohl in Afrika als auch in Ostasien hat sie zudem Bedeutung als Medizinalpflanze.
In Kenia ist die njahĩ genannte Helmbohne im ganzen Land sehr beliebt, besonders bei den Kikuyu. Sie hat den Ruf, die Milchproduktion anzuregen und ist daher traditionell eine Hauptmahlzeit stillender Mütter. Die Bohnen werden gekocht und mit gemusten reifen und/oder halbreifen Bananen vermischt, was dem Gericht einen süßen Geschmack verleiht. Heutzutage geht die Produktion der Helmbohne im östlichen Afrika zugunsten von Bohnen (Phaseolus vulgaris) und Augenbohnen (Vigna unguiculata) zurück. Dieser Rückgang wird z. T. jedoch auch darauf zurückgeführt, dass kenianische Bauern in der Kolonialzeit gezwungen wurden, ihre traditionellen (Helm-)Bohnen für die Erzeugung von trockenen Bohnen (Phaseolus vulgaris) aufzugeben, die für den Export bestimmt waren.

## Systematik
Die Gattung Lablab gehört zur Subtribus Phaseolinae der Tribus Phaseoleae in der Unterfamilie Schmetterlingsblütler (Faboideae) innerhalb der Familie der Hülsenfrüchtler (Fabaceae).
Der Gattungsname Lablab wurde 1763 von Michel Adanson in Familles des plantes, Band 2, Seite 325 veröffentlicht. Die Erstveröffentlichung erfolgte 1753 unter dem Namen Dolichos lablab durch Carl von Linné in Species Plantarum, Tomus, Seite 725. In einer Gattung Lablab konnte aber dieser Name keine Verwendung finden. Die nächste Beschreibung dieser Art erfolgte 1763 unter dem Namen Dolichos purpureus durch Carl von Linné in Species Plantarum, 2. Auflage, Tomus II, Seite 1021. Diese Art wurde 1826 durch Robert Sweet in Sweet's Hortus Britannicus, Seite 481 als Lablab purpureus (L.) Sweet in die Gattung Lablab gestellt.
Der britische Biologe und Taxonom Bernard Verdcourt unterzog diese Art 1970 einer Revision, woraufhin viele der früheren Namen als Synonyme zu gelten haben. „Trotzdem hält sich der Name Dolichos lablab noch immer hartnäckig in wissenschaftlichen und populärwissenschaftlichen Veröffentlichungen.“
Synonyme von Lablab purpureus (L.) Sweet sind: Dolichos lablab L., Lablab niger Medik., Lablab lablab (L.) Lyons, Vigna aristata Piper, Lablab vulgaris (L.) Savi.
Laut Verdcourt 1970 gibt es von Lablab purpureus (L.) Sweet zwei kultivierte Unterarten:
- Lablab purpureus subsp. bengalensis (Jacq.) Verdc. (Syn.: Dolichos bengalensis Jacq., Dolichos lablab subsp. bengalensis (Jacq.) Rivals, Lablab niger subsp. bengalensis (Jacq.) Cuf.)
- Lablab purpureus subsp. purpureus

Dazu eine wilde Unterart:
- Lablab purpureus subsp. uncinatus Verdc.,

von der eine „spezielle Variante“ mit gelappten Blättern nur in Namibia vorkommt:
- Lablab purpureus var. rhomboïdeus (Schinz) Verdc.